# Конституционен съд на Северна Македония
Конституционният съд на Северна Македония (на македонска литературна норма: Уставен суд на Северна Македонија) е конституционен орган, който се произнася по конституционосъобразност и законосъобразност в Северна Македония.
Съставен е от 9 съдии, които се избират от Събранието на Република Македония с обикновено мнозинство от общия брой на всички депутати (т.е. 60+1 или 70+1). Мандатът на съдиите е 9 години без право на повторен избор.
За членове на Конституционния съд се избират изтъкнати юристи с високи професионални качества съгласно Конституцията на Северна Македония. Измежду членовете си конституционният съд избира председател, който е с мандат 3 години без право на повторен избор.

## Председатели
| Име                       | Години      |
| ------------------------- | ----------- |
| Перо Д. Коробар           | 1963 – 1974 |
| Асен Групче               | 1974 – 1979 |
| Гога Николовски           | 1979 – 1984 |
| Владимир Митков           | 1984 – 1986 |
| Димче Козаров             | 1986 – 1987 |
| Фиданчо Стоев             | 1987 – 1989 |
| Йордан Арсов              | 1989 – 1994 |
| Йован Проевски            | 1994 – 1997 |
| Милан Недков              | 1997 – 2000 |
| Тодор Джунов              | 2000 – 2003 |
| Лиляна Ингилизова–Ристова | 2003 – 2006 |
| Махмут Юсуфи              | 2006 – 2007 |
| Трендафил Ивановски       | 2007 – 2010 |
| Бранко Наумоски           | 2010 – 2013 |
| Елена Гошева              | 2013 – 2016 |
| Никола Ивановски          | 2016 – 2019 |
| Сали Мурати               | 2019 - 2021 |
| Добрила Кацарска          | 2021 -      |